# O Dia Mais Claro
O Dia Mais Claro (Brightest Day, no original) é um  arco de história crossover de banda desenhada publicado pela DC Comics, que consiste em uma maxissérie quinzenal de um ano, iniciada em abril de 2010, além de uma série de lançamentos em outros títulos da editora. A história continua o final da saga A Noite Mais Densa e como os acontecimentos desse evento afetam todo o Universo DC.

## Trama
No final de A Noite Mais Densa (2009-2010), 12 heróis e vilões foram ressuscitados para algum propósito desconhecido. Os eventos de O Dia Mais Claro seguem as façanhas desses heróis e vilões enquanto tentam aprender o segredo por trás de sua salvação.
A história começa no dia depois de A Noite Mais Densa mostrando Boston Brand esmagando sua lápide. Perto dali, cai um passarinho do seu ninho e morre, mas logo é ressuscitado pelo anel branco usado por Boston. O anel então transporta o herói que foi ressuscitado e ele (enquanto ainda é invisível) vê como esses heróis e vilões trazidos de volta a vida estão comemorando esse evento. Boston então pergunta ao anel por que está mostrando-lhe isso; sua resposta foi que ele precisava de ajuda. Em seguida, leva-o para destruir Star City e criar uma floresta.
Enquanto isso, no Novo México, Sinestro descobre uma bateria de Lanterna Branco. Hal Jordan e Carol Ferris chegam e tentam levantá-lo, mas ela não se moveu...

## Atribuições
A revista Brightest Day #7 (no Brasil saiu na revista O Dia Mais Claro nº 4, julho de 2011 - Panini Comics) revelou que os 12 ressuscitados devem completar uma atribuição individual dada a eles pela Entidade da Lanterna Branca. Se forem bem sucedidos, sua vida será devolvida inteiramente.
- Professor Zoom ajudou a libertar Barry Allen da Força de Aceleração. (Mencionado em The Flash: Rebirth #4)
- Jade equeilibrou a escuridão. (Mostrado em Justice League of America #48)
- Osiris libertou Isis, a deusa da natureza. (Mostrado em Titans #32)
- Maxwell Lord impediu Magog de trazer os eventos vistos em O Reino do Amanhã. (Mostrado em Justice League: Generation Lost #13)
- Mulher Gavião impediu Hath-Set de matar Gavião Negro. (Mostrado em Brightest Day #18)
- Gavião Negro fechou o portão dimensional entre o Mundo Gavião (Hankworld) e a Terra. (Mostrado em Brightest Day #18)
- Aquaman alistou o novo Aqualad ao seu lado antes dos "outros". (Mostrado em Brightest Day #20)
- Ajax, O Marciano (Caçado Marciano) queimou a floresta Marciana, matou D'Kay D'razz e optou por devotar-se a proteção da Terra. (Mostrado em Brightest Day #21)
- Jason Rusch e Ronnie Raymond derrotou a corrupção do Lanterna Branco dentro da Matriz Nuclear antes que essa destruísse o universo. (Mostrado em Brightest Day #22)
- Capitão Bumerangue jogou um bumerangue em Columba (Dawn Granger). (Mostrado em Brightest Day #24)
- Rapina foi designado para pegar o bumerangue lançado pelo Capitão Bumerangue, mas falhou. (Mostrado em Brightest Day #24)
- Boston Brand foi encontrar o novo campeão que vai suportar a luz branca da vida e tomar o lugar da Entidade. (Revelado como Alec Holland, o novo Monstro do Pântano como visto em Brightest Day #24)

## Histórico da publicação

### Nos Estados Unidos
A série, escrita por Geoff Johns e Peter Tomasi, foi publicada duas vezes por mês em 24 números (25 se você incluir a nº 0), alternando com Justice League: Generation Lost escrita por Keith Giffen e Judd Winick. Johns discutiu o tema geral:
"O Dia Mais Claro é sobre as segundas chances. Eu acho que tem sido óbvio desde o primeiro dia que há grandes planos para os heróis e vilões de Aquaman para tomar o centro do palco no Universo DC, entre muitos outros, pós-A Noite Mais Densa. 'O Dia Mais Claro' não é uma bandeira ou uma vaga aceitação em direção ao Universo DC, é uma história. Nem é 'O Dia Mais Claro' um sinal de que o Universo DC vai ser tudo sobre super-heróis 'luz e esplendor'. Algumas segundas oportunidades funcionam ... outras não".
O Dia Mais Claro também apareceu nas séries Green Lantern, Green Lantern Corps, Justice League of America, The Titans e The Flash. Mais tarde foi anunciado que Gail Simone iria retornar para um novo volume dos desenhos animados Birds of Prey, que também estará sob a mesma bandeira. Outros conexões incluem o relançamento de Green Arrow e da Justice Society of America. Jeff Lemire escreveu o One-shot Brightest Day: Atom com ilustrações de Mahmud Asrar, que atuou como um trampolim para uma história do Átomo que foi co-estrelado em Adventure Comics com a mesma equipe criativa.
A série Lanterna Verde trouxe em suas páginas os personagens Atrocitus, Larfleeze, Saint Walker, Indigo-1 em uma história intitulada "Novos Guardiões". Na Emerald City Comic-Con 2010, Johns também afirmou que Nuclear seria um dos principais "personagens" em O Dia Mais Claro.
A primeira edição #0, foi desenhada por Fernando Pasarin. David Finch, um artista exclusivo da DC, ilustrou todas as as capas da série.
Em junho de 2010, o escritor Geoff Johns anunciou que o evento "O Dia Mais Claro" também seria usado para apresentar Jackson Hyde, o novo Aqualad criado para a série animada Young Justice, no Universo DC. Da mesma forma, a última edição da série reintroduziria Monstro do Pântano e John Constantine no fluxo principal do Universo DC depois de vários anos no selo adulto da DC, Vertigo.

## Títulos
No Brasil foram publicados pela Panini Comics entre março de 2011 e fevereiro de 2012 os seguintes títulos:
|                          | DATA DA PUBLICAÇÃO       | TÍTULO                            | HISTÓRIAS ORIGINAIS |
| ------------------------ | ------------------------ | --------------------------------- | --- |
| EVENTO PRINCIPAL         | MAR 2011                 | O DIA MAIS CLARO 0                | Brightest Day #0 |
| EVENTO PRINCIPAL         | ABR 2011                 | O DIA MAIS CLARO 1                | Brightest Day #1 Brightest Day #2 |
| EVENTO PRINCIPAL         | MAI 2011                 | O DIA MAIS CLARO 2                | Brightest Day #3 Brightest Day #4 |
| EVENTO PRINCIPAL         | JUN 2011                 | O DIA MAIS CLARO 3                | Brightest Day #5 Brightest Day #6 |
| EVENTO PRINCIPAL         | JUL 2011                 | O DIA MAIS CLARO 4                | Brightest Day #7 Brightest Day #8 |
| EVENTO PRINCIPAL         | AGO 2011                 | O DIA MAIS CLARO 5                | Brightest Day #9 Brightest Day #10 |
| EVENTO PRINCIPAL         | SET 2011                 | O DIA MAIS CLARO 6                | Brightest Day #11 Brightest Day #12 |
| EVENTO PRINCIPAL         | OUT 2011                 | O DIA MAIS CLARO 7                | Brightest Day #13 Brightest Day #14 |
| EVENTO PRINCIPAL         | NOV 2011                 | O DIA MAIS CLARO 8                | Brightest Day #15 Brightest Day #16 |
| EVENTO PRINCIPAL         | DEZ 2011                 | O DIA MAIS CLARO 9                | Brightest Day #17 Brightest Day #18 |
| EVENTO PRINCIPAL         | JAN 2012                 | O DIA MAIS CLARO 10               | Brightest Day #19 Brightest Day #20 |
| EVENTO PRINCIPAL         | JAN 2012                 | O DIA MAIS CLARO 11               | Brightest Day #21 Brightest Day #22 |
| EVENTO PRINCIPAL         | FEV 2012                 | O DIA MAIS CLARO 12               | Brightest Day #23 Brightest Day #24 |
| ESPECIAL                 | MAR 2012                 | O DIA MAIS CLARO ESPECIAL 1       | Brightest Day Aftermath: The Search For Swamp Thing #1 Brightest Day Aftermath: The Search For Swamp Thing #2 Brightest Day Aftermath: The Search For Swamp Thing #3                                   |
| OUTROS                   | MAR 2011                 | LANTERNA VERDE - Nº 31            | Green Lantern (Volume 4) #53 Green Lantern Corps (Volume 2) #47 |
| OUTROS                   | ABR 2011                 | LANTERNA VERDE - Nº 32            | Green Lantern (Volume 4) #54 Green Lantern Corps (Volume 2) #48 |
| OUTROS                   | ABR 2011                 | LIGA DA JUSTIÇA 1ª SÉRIE - Nº 101 | Justice League of America (Volume 2) #44 Justice League: Generation Lost (Volume 1) #1 Justice League: Generation Lost (Volume 1) #2 The Flash (Volume 3) #1                                           |
| OUTROS                   | MAI 2011                 | LANTERNA VERDE - Nº 33            | Green Lantern (Volume 4) #55 Green Lantern Corps (Volume 2) #49 |
| OUTROS                   | MAI 2011                 | LIGA DA JUSTIÇA 1ª SÉRIE - Nº 102 | Justice League of America (Volume 2) #45 The Flash (Volume 3) #2 The Flash (Volume 3) #3 Justice League: Generation Lost (Volume 1) #3 Justice League: Generation Lost (Volume 1) #4                   |
| OUTROS                   | JUN 2011                 | LANTERNA VERDE - Nº 34            | Green Lantern (Volume 4) #56 Green Lantern Corps (Volume 2) #50 |
| OUTROS                   | JUN 2011                 | LIGA DA JUSTIÇA 1ª SÉRIE - Nº 103 | Justice League of America (Volume 2) #46 Justice Society of America (Volume 3) #41 The Flash (Volume 3) #3 The Flash (Volume 3) #4 Justice League: Generation Lost (Volume 1) #5                       |
| OUTROS                   | JUN 2011                 | SOCIEDADE DA JUSTIÇA - Nº 2       | Justice Society of America (Volume 3) #40 |
| OUTROS                   | JUN 2011                 | TITÃS - Nº 1                      | Titans: Villains for Hire Special (Volume 1) #1 Titans (Volume 2) #24 Titans (Volume 2) #25 Titans (Volume 2) #26 Titans (Volume 2) #27                                                                |
| OUTROS                   | JUN 2011                 | UNIVERSO DC 2ª SÉRIE - Nº 12      | Birds of Prey (Volume 2) #1 |
| OUTROS                   | JUL 2011                 | LANTERNA VERDE - Nº 35            | Green Lantern (Volume 4) #57 Green Lantern Corps (Volume 2) #51 |
| OUTROS                   | JUL 2011                 | LIGA DA JUSTIÇA 1ª SÉRIE - Nº 104 | Justice League of America (Volume 2) #47 Justice Society of America (Volume 3) #42 Justice League: Generation Lost (Volume 1) #6 Justice League: Generation Lost (Volume 1) #7 The Flash (Volume 3) #5 |
| OUTROS                   | JUL 2011                 | UNIVERSO DC 2ª SÉRIE - Nº 13      | Birds of Prey (Volume 2) #2 |
| OUTROS                   | AGO 2011                 | LANTERNA VERDE - Nº 36            | Green Lantern (Volume 4) #58 Green Lantern Corps (Volume 2) #52 Green Lantern: Emerald Warriors #1 |
| OUTROS                   | AGO 2011                 | LIGA DA JUSTIÇA 1ª SÉRIE - Nº 105 | Justice League of America (Volume 2) #48 Justice Society of America (Volume 3) #43 Justice League: Generation Lost (Volume 1) #8 Justice League: Generation Lost (Volume 1) #9 The Flash (Volume 3) #6 |
| OUTROS                   | AGO 2011                 | UNIVERSO DC 2ª SÉRIE - Nº 14      | Birds of Prey (Volume 2) #3 Birds of Prey (Volume 2) #4 |
| OUTROS                   | SET 2011                 | LANTERNA VERDE - Nº 37            | Green Lantern (Volume 4) #59 Green Lantern Corps (Volume 2) #53 Green Lantern: Emerald Warriors #2 |
| OUTROS                   | SET 2011                 | LIGA DA JUSTIÇA 1ª SÉRIE - Nº 106 | Justice League: Generation Lost (Volume 1) #10 Justice League: Generation Lost (Volume 1) #11 The Flash (Volume 3) #7 Green Arrow (Volume 4) #1                                                        |
| OUTROS                   | SET 2011                 | TITÃS - Nº 2                      | Titans (Volume 2) #28 Titans (Volume 2) #29 Titans (Volume 2) #30 |
| OUTROS                   | SET 2011                 | UNIVERSO DC 2ª SÉRIE - Nº 15      | Birds of Prey (Volume 2) #5 Adventure Comics #516 |
| OUTROS                   | OUT 2011                 | LANTERNA VERDE - Nº 38            | Green Lantern (Volume 4) #60 Green Lantern Corps (Volume 2) #54 Green Lantern: Emerald Warriors #3 |
| OUTROS                   | OUT 2011                 | LIGA DA JUSTIÇA 1ª SÉRIE - Nº 107 | Green Arrow (Volume 4) #2 Justice League: Generation Lost (Volume 1) #12 Justice League: Generation Lost (Volume 1) #13                                                                                |
| OUTROS                   | OUT 2011                 | UNIVERSO DC 2ª SÉRIE - Nº 16      | Adventure Comics #517 |
| OUTROS                   | NOV 2011                 | LANTERNA VERDE - Nº 39            | Green Lantern (Volume 4) #61 Green Lantern Corps (Volume 2) #55 Green Lantern: Emerald Warriors #4 |
| OUTROS                   | NOV 2011                 | LIGA DA JUSTIÇA 1ª SÉRIE - Nº 108 | Green Arrow (Volume 4) #3 Green Arrow (Volume 4) #4 Green Arrow (Volume 4) #5 Justice League: Generation Lost (Volume 1) #14 Justice League: Generation Lost (Volume 1) #15                            |
| OUTROS                   | NOV 2011                 | UNIVERSO DC 2ª SÉRIE - Nº 17      | Adventure Comics #518 |
| OUTROS                   | DEZ 2011                 | LANTERNA VERDE - Nº 40            | Green Lantern (Volume 4) #62 Green Lantern Corps (Volume 2) #56 Green Lantern: Emerald Warriors #5 |
| OUTROS                   | DEZ 2011                 | LIGA DA JUSTIÇA 1ª SÉRIE - Nº 109 | Justice League: Generation Lost (Volume 1) #16 Justice League: Generation Lost (Volume 1) #17 Green Arrow (Volume 4) #6                                                                                |
| OUTROS                   | DEZ 2011                 | UNIVERSO DC 2ª SÉRIE - Nº 18      | Adventure Comics #519 |
| OUTROS                   | JAN 2012                 | LANTERNA VERDE - Nº 41            | Green Lantern: Emerald Warriors #6 |
| OUTROS                   | JAN 2012                 | LIGA DA JUSTIÇA 1ª SÉRIE - Nº 110 | Green Arrow (Volume 4) #7 Green Arrow (Volume 4) #8 Justice League: Generation Lost (Volume 1) #18 Justice League: Generation Lost (Volume 1) #19 Justice League: Generation Lost (Volume 1) #20       |
| OUTROS                   | JAN 2012                 | UNIVERSO DC 2ª SÉRIE - Nº 19      | Adventure Comics #520 |
| OUTROS                   | FEV 2012                 | LIGA DA JUSTIÇA 1ª SÉRIE - Nº 111 | Green Arrow (Volume 4) #9 Justice League: Generation Lost (Volume 1) #21 Justice League: Generation Lost (Volume 1) #22 Justice League: Generation Lost (Volume 1) #23                                 |
| OUTROS                   | MAR 2012                 | LIGA DA JUSTIÇA 1ª SÉRIE - Nº 112 | Green Arrow (Volume 4) #10 Justice League: Generation Lost (Volume 1) #24 |
| OUTROS                   | ABR 2012                 | LIGA DA JUSTIÇA 1ª SÉRIE - Nº 113 | Green Arrow (Volume 4) #11 Green Arrow (Volume 4) #12 |
| SEM PUBLICAÇÃO NO BRASIL | SEM PUBLICAÇÃO NO BRASIL | SEM PUBLICAÇÃO NO BRASIL          | Adventure Comics #521 Brightest Day: Atom #1 Giant-Size Atom #1 |